# Igreja Evangélica na Alemanha
A Igreja Evangélica na Alemanha (em alemão: Evangelische Kirche in Deutschland, EKD) é uma comunidade de 20 igrejas regionais luteranas, unidas e reformadas, em grande parte independentes, na República Federal da Alemanha. As igrejas regionais se reuniram em 1945 para formar a EKD e se organizaram como tal em 1948.
Cada igreja regional é liderada por seu sínodo, teólogos eleitos por ele (geralmente com o título oficial de bispo), escritórios regionais da igreja e outros órgãos governamentais. Os sínodos são compostos por equipes profissionais e voluntárias e tomam decisões para a igreja regional em todas as áreas da vida da igreja. As igrejas regionais mantêm diversos contatos com outras igrejas na Alemanha e no exterior.
Os três órgãos dirigentes da EKD são o Sínodo (o “parlamento da igreja”), o Conselho e a Conferência da Igreja (que representa as igrejas regionais).
As fronteiras dos atuais 16 Länder ou estados federais não coincidem com as das igrejas-membro. A EKD tem quase 18 milhões de membros em mais de 12.000 paróquias.

## História

### Antecedentes
Os territórios das igrejas-membros correspondem em muitos casos às fronteiras dos reinos, ducados e principados da era napoleônica e são um vestígio da região muito mais antiga do Cuius regio, eius religio, ou seja, "cuja regra, sua religião". Assim, até 1918, o governante de cada estado alemão era o chefe da igreja protestante em seu território, que era luterana, reformada ou unida. Depois que o Império Alemão foi substituído pela República de Weimar, a nova constituição de Weimar cortou essa conexão entre igreja e estado. As igrejas territoriais se reorganizaram em igrejas autogovernadas.
Desde 1817, existia a União Prussiana de Igrejas, criada por decretos de Frederico Guilherme III, que forçou a unificação das denominações luterana e reformada no país; outras uniões se seguiram nos reinos alemães. Ainda no século XIX, houve muitos esforços para consolidar a comunhão das igrejas regionais. A colaboração entre elas começou em 1852 com a Conferência de Eisenach da Igreja Evangélica Alemã; continuou com a fundação da Confederação da Igreja Evangélica Alemã (Deutscher Evangelischer Kirchenbund, DEK) em 1922. Em 1933, depois que os nacional-socialistas chegaram ao poder, uma lei do Reich foi aprovada criando a Igreja Evangélica Alemã (Deutsche Evangelische Kirche, DEK), uma tentativa de instituir uma igreja estatal. A DEK foi apoiada pelos cristãos alemães, próximos do partido nazista. Essa iniciativa encontrou a resistência da Igreja Confessante.
De modo geral, as igrejas protestantes e suas hierarquias se mostraram apoiadoras e simpatizantes voluntárias do regime de Hitler. Na primavera de 1939, onze igrejas regionais protestantes fundaram o “Instituto para a Pesquisa e Eliminação da Influência Judaica na Vida da Igreja Alemã” em Eisenach.

### Fundação
Após o fim da Segunda Guerra Mundial, o bispo regional de Württemberg, Theophil Wurm, convidou líderes da igreja protestante para uma reunião em Treysa, Hesse. Cerca de 120 representantes estiveram nessa primeira conferência de líderes, de 27 a 31 de agosto de 1945. Após debates controversos, foi formado um conselho provisório da Igreja Evangélica na Alemanha (EKD), composto por doze membros (seis membros de igrejas luteranas, quatro de igrejas unidas e dois de igrejas reformadas). Uma ordem provisória da EKD entrou em vigor. Ao mesmo tempo, foi fundada a “Organização de Socorro da Igreja Evangélica na Alemanha”, que posteriormente arrecadou doações consideráveis e distribuiu suprimentos, principalmente para refugiados e pessoas deslocadas da guerra.

Bandeira da EKD

Em outubro do mesmo ano, por ocasião da visita de uma delegação ecumênica de alto escalão, os membros do Conselho da EKD em Stuttgart confessaram a cumplicidade do protestantismo na Alemanha nos crimes do nacional-socialismo, através da “Declaração de Culpa de Stuttgart”. Apenas em julho de 1948 a assembleia da igreja constituinte adotou por unanimidade a ordem básica da EKD em Eisenach, não como uma igreja nacional administrada centralmente, mas como uma “federação de igrejas independentes e denominacionalmente diversas”. As então 28 igrejas membros mantinham ampla autonomia, particularmente em questões de confissão. Também em 1948, a EKD foi um dos 147 membros fundadores do Conselho Mundial de Igrejas e foi fundada sua obra estrangeira, que cuidava das congregações protestantes alemãs na Europa e no exterior. No ano seguinte, em janeiro de 1949, o primeiro sínodo da EKD se reuniu.

### Desenvolvimento da EKD
Em abril de 1950, a reunião do Sínodo da EKD adotou uma “palavra sobre a culpa de Israel”. Pela primeira vez, falou clara e explicitamente da cumplicidade da Igreja e dos cristãos nos crimes cometidos contra os judeus durante a era nazista. Sete anos depois, a “Organização de Socorro da Igreja Evangélica na Alemanha (EKD)” e o “Comitê Central para a Missão Interna”, fundado em 1849, com variados trabalhos de assistência social, socioeducativo e de enfermagem, se fundiram sob o nome de “Organização de Missão Interna e Socorro da EKD”. A fusão resultou, em 1975, na criação da nova “Obra Diaconal da EKD”. Em 1959, as igrejas protestantes regionais começaram a pedir doações para pessoas necessitadas em países em desenvolvimento sob o lema “Pão para o Mundo”, que se tornou uma instituição permanente dentro da Diaconia, bem como novos trabalhos: em 1960, “Serviços no Exterior” (envio de especialistas); em 1962, a “Agência Central Evangélica para Ajuda ao Desenvolvimento” (distribuição de fundos estatais); e em 1968, o “Serviço de Desenvolvimento da Igreja” (distribuição de fundos de impostos da igreja).
Em 1965, a EKD publicou um memorando promovendo reaproximação entre alemães e poloneses; o texto lamentava a injustiça contra os alemães expulsos, mas ao mesmo tempo recomendava que o direito da população polonesa a uma pátria nas áreas além dos rios Oder e Neisse fosse reconhecido. Apesar das críticas de associações de expulsos e círculos conservadores, o memorando, juntamente com uma carta dos bispos católicos da Polônia, desencadeou uma nova direção na política oriental e alemã após 1966.
Sob pressão do Estado, em 1969, as oito igrejas regionais no território da República Democrática da Alemanha fundaram a “Federação das Igrejas Protestantes na RDA” (Bund der Evangelischen Kirchen in der DDR), completando a separação legal e organizacional da EKD, já que desde a construção do Muro, os comitês da EKD não conseguiam se reunir. Em 1973, o “Acordo de Leuenberg” entre as Igrejas Luterana, Reformada e Unida da Europa foi assinado em Basileia, estabelecendo o entendimento comum do evangelho, incluindo o entendimento comum do batismo e da Ceia do Senhor, e declara que as rejeições mútuas da Reforma não são mais válidas. As igrejas reconheceram mutuamente as ordenações e declararam comunhão no púlpito. Em 1983, o Sínodo EKD em Worms aceitou o púlpito e a comunhão de todas as suas igrejas membros, conforme vinculado ao Acordo.
No ano de 1985, a EKD apresentou o memorando "O Estado da Lei Básica como Oferta e Mandato", firmando seu compromisso claro com a democracia liberal; através do chamado "Memorando da Democracia", a EKD buscou superar ideias autoritárias centenárias na Igreja Protestante. Em 27 de junho de 1991, a unidade jurídica da Igreja Protestante Oriental e Ocidental entrou em vigor novamente, e no dia seguinte, um sínodo pan-alemão com representantes de todas as igrejas regionais se reuniu em Coburgo pela primeira vez. Na constituição emendada, a EKD não é mais referida apenas como uma federação, mas como uma “comunidade de suas igrejas luteranas, reformadas e unidas”. Em 1991, as Obras Diaconais do Leste e do Oeste se fundiram para formar a “Obra Diaconal da Igreja Evangélica na Alemanha”. Maria Jepsen foi eleita a primeira bispa luterana do país e do mundo em 1992, para a diocese de Hamburgo.
A EKD e a Conferência Episcopal Católica Alemã apresentaram uma declaração conjunta, intitulada "Por um futuro solidário e justo", sobre a situação econômica e social na Alemanha em 28 de fevereiro de 1997.

### Século XXI
Em 1 de julho de 2003, a Igreja Evangélica da União e a Conferência de Arnoldshain se fundiram para formar a União de Igrejas Evangélicas na EKD (UEK). A UEK, com doze igrejas membros, busca fortalecer a cooperação teológica, litúrgica e canônica dentro da EKD sem nivelar a diversidade denominacional das igrejas regionais.
O Conselho da EKD apresentou em 2006 o documento de discussão "Igreja da Liberdade", que recomendou um processo de reforma em todos os níveis; tendo em vista o declínio no número de membros e o futuro da EKD, defendia uma concentração nas principais tarefas da igreja, combinada com uma nova abertura às pessoas. Discussões intensas se seguiram em várias instâncias. No primeio dia do ano seguinte, a EKD e as associações denominacionais Igreja Evangélica Luterana Unida da Alemanha (VELKD) e UEK se uniram em uma reforma estrutural. Desde 2009, os sínodos da EKD e da VELKD, bem como a conferência plenária da UEK, se reúnem no mesmo local, tanto em termos de tempo quanto de pessoal. Desde 2018, as administrações eclesiásticas da VELKD e da UEK também foram totalmente integradas ao Escritório da Igreja em Hanôver.
Em 2009, o Sínodo da EKD elegeu Margot Käßmann, a Bispa de Hanover, como a primeira mulher a presidir o conselho. O acesso das mulheres a todos os ofícios espirituais foi gradual dentro da EKD: em 1959, as primeiras mulheres ingressaram no ministério paroquial e, em 1992, a primeira mulher se tornou bispa luterana em Hamburgo. Em 2012, a EKD fundiu o serviço social e o serviço de desenvolvimento, formando o Serviço Evangélico para Diaconia e Desenvolvimento. A Igreja e o Estado celebraram em 2017 o 500º aniversário da Reforma, com um serviço comemorativo e uma cerimônia em Lutherstadt Wittenberg. Após uma longa discussão e um processo de aprovação de vários anos pelas igrejas membros, a EKD aprovou seu novo Artigo 1 da Ordem Básica em 2020, reconhecendo-se como uma “igreja” no sentido teológico, afirmando: "A Igreja Evangélica na Alemanha é a comunidade de suas igrejas luteranas, reformadas e unidas. Ela se vê como parte da única Igreja de Jesus Cristo... Como uma comunidade de suas igrejas membros, ela é uma igreja".

## Organização

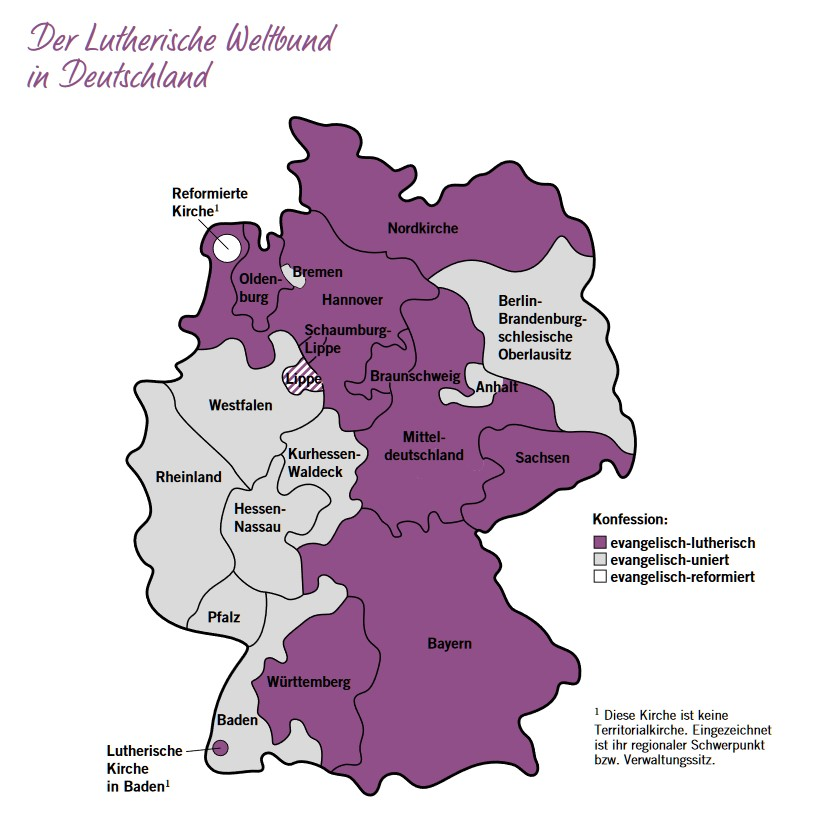
Territórios das igrejas membros por confissão: luterana, unida e reformada

Cada paróquia pertence a uma das 20 igrejas regionais que juntas formam a EKD. Dependendo da igreja regional, as paróquias podem ser agrupadas regionalmente (por exemplo, distrito eclesiástico, reitoria).
As igrejas regionais apoiam o trabalho das paróquias locais e se envolvem em processos sociais regionais. Eles oferecem orientação ética sobre questões políticas atuais, realizam trabalhos educacionais e de paz e são ativos em trabalho social, trabalho com refugiados, meio ambiente e ecumenismo. Cada igreja regional é liderada por seu sínodo, teólogos eleitos por ele (geralmente com o título oficial de bispo), escritórios regionais da igreja e outros órgãos governamentais.
No nível federal, a EKD apoia as igrejas regionais no cumprimento de suas tarefas. Ela promove atividades importantes para toda a igreja protestante, como trabalho social, missão, educação e cooperação com outras igrejas. Assume uma posição pública sobre os debates sociais contemporâneos.
A EKD mantém diversas atividades e/ou organizações em vários aspectos da educação; na ajuda a pessoas necessitadas no país e no exterior; em temas atuais, como democracia, racismo, idosos, esportes, extremismo de direita, sustentabilidade e mudanças climáticas; contra a violência sexual; a favor dos direitos humanos; e do diálogo interreligioso.
 

Também são mantidos pastores no exterior, para atender as comunidades de língua alemã em muitos lugares em todos os continentes. Nos últimos anos, em decorrência da imigração para a Alemanha, a EKD desenvolveu as chamadas comunidades internacionais, voltadas a um número crescente de cristãos de diversos países; em suas reuniões, essas congregações usam sua própria língua.

Igrejas membros da Igreja Protestante na Alemanha (após a união das igrejas regionais de Elba do Norte, Mecklemburgo e Pomerânia em 2012)

A EKD é uma igreja membro de associações ecumênicas, como a Associação de Igrejas Cristãs na Alemanha, a Comunidade de Igrejas Protestantes na Europa, a Conferência de Igrejas Europeias e o Conselho Mundial de Igrejas.

### Membresia
Em 2022, 380 mil pessoas deixaram a Igreja Protestante na Alemanha (e 522.821 deixaram a Igreja Católica).  Em 2023, o número de pessoas que deixaram a Igreja Protestante na Alemanha, seja por renúncia ou por morte, aumentou cerca de 2% em relação ao ano anterior, atingindo um novo recorde: quase seiscentos mil membros. Foi o segundo ano consecutivo que o número de desfiliações (380 mil) foi maior que o número de mortes (340 mil). No total, a EKD contava com cerca de 18,6 milhões de pessoas, ou cerca de 21,9% da população alemã.
A receita dos impostos da igreja (Kirchensteuer) também caiu – em 5,3%, para pouco mais de 5,91 bilhões de euros em 2023. Em 2022, houve um aumento de 4,1% no imposto eclesiástico.
Em 2024, 345 mil pessoas deixaram a Igreja Protestante, enquanto cerca de 335 mil membros morreram; apesar disso, com os cerca de 110 mil batismos e 15 mil novos membros da igreja, a perda de membros foi reduzida para 3,2 por cento – próximo ao nível do ano anterior. Depois de perder mais de 500 mil membros, a Igreja Protestante tem pouco menos de 18 milhões de membros, perdendo para os 19,8 milhões da Igreja Católica alemã. Pela primeira vez desde 2018, menos católicos do que protestantes deixaram suas respectivas igrejas. Na percepção da Bispa Kirsten Fehrs, o declínio da igreja resulta em menos recursos, ao expressar preocupação especial sobre a queda geral nos batismos, os quais diminuíram em 23% para a EKD e 12% para os católicos.
Pela primeira vez, os alemães sem religião superaram o número dos cristãos pela primeira vez: dos 83 milhões de alemães, agora 39 milhões são seculares contra 38 milhões de cristãos, enquanto o restante adere a outras religiões ou denominações, principalmente o islamismo. Destaca-se ainda, em ambas as igrejas cristãs, a baixa frequência dos que são membros: apenas 2,3% dos protestantes alemães frequentam habitualmente a igreja aos domingos, em comparação com 6,6% dos católicos e 25% dos muçulmanos que costumam ir aos cultos nas mesquitas.

### Igrejas membros
As igrejas regionais formam as igrejas membros da EKD. Devido às estruturas historicamente desenvolvidas, os limites das igrejas regionais e dos estados federais às vezes diferem consideravelmente entre si. A maioria das igrejas regionais também pertence a uma das duas associações de igrejas associadas: a União das Igrejas Protestantes na EKD (UEK) ou a Igreja Evangélica Luterana Unida da Alemanha (VELKD). Os dados sobre a membresia das igrejas regionais e as congregações são de 2023.
| Igreja regional                                                | Tradução                                                          | Características | Membresia e congregações | Sede          | Ref    |
| -------------------------------------------------------------- | ----------------------------------------------------------------- | --- | ------------------------ | ------------- | ------ |
| Evangelische Landeskirche Anhalts                              | Igreja Evangélica de Anhalt                                       | localizada entre as montanhas Harz e Fläming, no centro da Alemanha, sua história remonta à época da Reforma | 25.237 125               | Dessau-Roßlau | [ 37 ] |
| Evangelische Landeskirche in Baden                             | Igreja Evangélica em Baden                                        | uma das duas igrejas protestantes no estado federal de Baden-Württemberg, cobre o território do antigo Grão-Ducado e estado de Baden                                                                                              | 1.004.394 473            | Karlsruhe     | [ 38 ] |
| Evangelisch-Lutherische Kirche in Bayern                       | Igreja Evangélica Luterana na Baviera                             | atuando de Aschaffenburg a Berchtesgarden, com algumas congregações existindo desde o período da Reforma, embora a Igreja Estatal da Baviera só tenha sido fundada em 1809                                                        | 2.084.419 1.533          | Munique       | [ 39 ] |
| Evangelische Kirche Berlin-Brandenburg-schlesische Oberlausitz | Igreja Evangélica de Berlim-Brandemburgo-Silésia Alta Lusácia     | dentro dos estados federais de Berlim, Brandemburgo e Saxônia | 804.487 941              | Berlim        | [ 40 ] |
| Evangelisch-lutherische Landeskirche in Braunschweig           | Igreja Evangélica Luterana em Braunschweig                        | dentro dos limites de Wolfsburg, Bad Harzburg, Peine e Helmstedt | 284.031 268              | Volfembutel   | [ 41 ] |
| Bremische Evangelische Kirche                                  | Igreja Evangélica de Bremen                                       | caracterizada por um cenário congregacional diversificado; não há bispo nem hierarquia eclesiástica | 156.835 60               | Bremen        | [ 42 ] |
| Evangelisch-lutherische Landeskirche Hannovers                 | Igreja Evangélica Luterana de Hanover                             | estende-se da costa do Mar do Norte até as Montanhas Kassel, de Wendland até a fronteira holandesa | 2.233.950 1.350          | Hanôver       | [ 43 ] |
| Evangelische Kirche in Hessen und Nassau                       | Igreja Evangélica em Hesse e Nassau                               | segue tradições luterana e reformada, liberal e pietista; diversidade social, desde a área urbana do Reno-Meno até as cadeias montanhosas rurais                                                                                  | 1.318.549 1.092          | Darmstadt     | [ 44 ] |
| Evangelische Kirche von Kurhessen-Waldeck                      | Igreja Evangélica de Kurhessen-Waldeck                            | No centro da Alemanha, sua história remonta ao período da Reforma | 710.518 685              | Kassel        | [ 45 ] |
| Lippische Landeskirche                                         | Igreja Regional de Lippe                                          | uma das três igrejas regionais na Renânia do Norte-Vestfália; sua área corresponde em grande parte ao distrito de Lippe, no distrito administrativo de Detmold; predominantemente reformada, mas também há congregações luteranas | 135.462 65               | Detmold       | [ 46 ] |
| Evangelische Kirche in Mitteldeutschland                       | Igreja Evangélica na Alemanha Central                             | fundada em 2009 por meio da fusão da Igreja Evangélica da Província Eclesiástica da Saxônia e da Igreja Evangélica Luterana da Turíngia                                                                                           | 594.610 1.757            | Erfurt        | [ 47 ] |
| Evangelisch-Lutherische Kirche in Norddeutschland (Nordkirche) | Igreja Evangélica Luterana no Norte da Alemanha (Igreja do Norte) | fundada em 2012, unindo a Igreja do Norte de Elba, a igreja regional de Mecklemburgo e a Igreja da Pomerânia; seu território se estende do sul da Dinamarca até a fronteira com a Polônia                                         | 1.708.631 881            | Quiel         | [ 48 ] |
| Evangelisch-Lutherische Kirche in Oldenburg                    | Igreja Evangélica Luterana em Oldenburg                           | território da Frísia Oriental até as Montanhas Dammer; criada em sua forma atual após a Primeira Guerra Mundial | 361.096 110              | Oldemburgo    | [ 49 ] |
| Evangelische Kirche der Pfalz                                  | Igreja Evangélica do Palatinado                                   | formada pela união de luteranos e reformados em 1818; seu território inclui o antigo distrito administrativo do Palatinado e as antigas partes palatinas do Sarre                                                                 | 443.607 388              | Speyer        | [ 50 ] |
| Evangelisch-reformierte Kirche                                 | Igreja Evangélica Reformada                                       | com congregações por todo o país, principalmente na Frísia Oriental, Emsland, no Condado de Bentheim, bem como no leste da Baixa Saxônia e na Baviera                                                                             | 155.043 142              | Leer          | [ 51 ] |
| Evangelische Kirche im Rheinland                               | Igreja Evangélica na Renânia                                      | se estende de Emmerich a Saarbrücken e de Aachen a Altenkirchen e inclui partes dos estados da Renânia do Norte-Vestfália, Renânia-Palatinado, Hesse e Sarre                                                                      | 2.192.756 627            | Düsseldorf    | [ 52 ] |
| Evangelisch-Lutherische Landeskirche Sachsens                  | Igreja Evangélica Luterana da Saxônia                             | cobre o território do antigo estado da Saxônia dentro das fronteiras de 1922 | 592.368 317              | Dresden       | [ 53 ] |
| Evangelisch-Lutherische Landeskirche Schaumburg-Lippe          | Igreja Evangélica Luterana de Schaumburg-Lippe                    | recebeu esse nome em homenagem ao estado de Schaumburg-Lippe, que foi incorporado a Baixa Saxônia em 1946 | 44.386 22                | Buckeburgo    | [ 54 ] |
| Evangelische Kirche von Westfalen                              | Igreja Evangélica de Westfália                                    | uma das três igrejas regionais na Renânia do Norte-Vestfália; com algumas pequenas exceções, inclui a antiga província prussiana de Vestfália, que existiu até 1946                                                               | 1.944.195 442            | Bielefeld     | [ 55 ] |
| Evangelische Landeskirche in Württemberg                       | Igreja Evangélica em Württemberg                                  | de influência luterana, território em Württemberg, se estende de Friedrichshafen, passando por Stuttgart, até Heilbronn | 1.771.461 1.169          | Stuttgart     | [ 56 ] |

### Igrejas de propriedade da EKD
A EKD é proprietária das seguintes três igrejas:
- Versöhnungskirche - a Igreja da Reconciliação de Dachau, inaugurada em 1967, é a única igreja protestante em um memorial de campo de concentração;[57]
- Christuskirche - a Igreja Evangélica Luterana de Roma, no rione Ludovisi, fundada em 1922, foi a primeira igreja protestante do mundo a ser visitada por um papa desde a Reforma - João Paulo II - em 1983;[58]
- Lutherstadt Wittenberg - a Igreja do Castelo de Wittenberg, local onde Martinho Lutero afixou as 95 Teses, Patrimônio Mundial da UNESCO desde 1997.[59]

## Teologia
A EKD inclui um amplo espectro de movimentos teológicos com visões liberais e conservadoras. Dependendo da igreja membro, as confissões são Luterana, Reformada ou Unida. As igrejas têm em comum as antigas confissões eclesiásticas, incluindo o Credo dos Apóstolos e o Credo Niceno-Constantinopolitano.

### Mulheres e LGBT
A ordenação de mulheres é permitida em todas as igrejas regionais da EKD: desde 1959, mulheres podem ingressar no ministério paroquial e desde 1992, bispas foram escolhidas e ordenadas, além da primeira mulher ter sido eleita presidente do Sínodo da EKD em 2009. Conforme a Ordem Básica, dentro da liderança da igreja, os três órgãos diretivos devem ter equilíbrio de gênero.
O casamento de casais do mesmo sexo é permitido pelo direito canônico em 14 das 20 igrejas regionais (em janeiro de 2020); em outras quatro igrejas regionais da EKD (em janeiro de 2020), a bênção de casais do mesmo sexo em um culto é possível, desde que o pastor local e a liderança da igreja concordem.
A homossexualidade não é um obstáculo à ordenação na EKD. O Escritório da EKD declarou, em uma diretriz que não é vinculativa para as igrejas regionais, que os pastores que vivem em uma parceria registrada podem viver juntos com seu parceiro na reitoria se isso for permitido pela lei canônica na respectiva igreja regional e a respectiva congregação tiver concordado. Em 2011, apenas três igrejas membros da EKD (a Igreja Evangélica de Hesse-Nassau, a Igreja Evangélica Luterana da Baviera e a Igreja Evangélica da Alemanha Central) permitiam que seus clérigos vivessem em casas paroquiais junto com seus parceiros. Em janeiro de 2012, a Igreja Evangélica Luterana da Saxônia juntou-se a elas, mas neste caso a igreja requer permissão obrigatória da liderança da igreja estadual.

### Religião, ciência e sociedade
Pouco depois de sua fundação, a EKD anunciou que rejeitava a obediência cega à autoridade e que, nesse espírito, queria promover a educação dentro da estrutura das realidades políticas e sociais.
Em um estudo de abril de 2008, Origem do Mundo, Teoria da Evolução e Crença na Criação nas Escolas, o EKD se posicionou sobre a disputa sobre a evolução e o criacionismo, pedindo a superação de falsas alternativas e mais objetividade. Traçou imites claros com o criacionismo, que questiona a teoria científica da evolução sobre a origem do mundo, mas também critica um novo ateísmo que se opõe à crença bíblica na criação. Ambos são “caminhos errados”. A EDK recomenda que a evolução e o criacionismo sejam discutidas nas escolas, mas aponta que não há lugar para o criacionismo na educação religiosa protestante.
A EKD se opõe ao aborto na maioria das situações, mas acredita que ele deve permanecer legal. No documento de orientação Entre Autonomia e Dependência, publicado em 2013, a EKD pede que todas as formas de família sejam reconhecidas e fortalecidas, o que incluiu famílias fragmentadas e parcerias homossexuais.
Em 17 de fevereiro de 2016, Heinrich Bedford-Strohm, presidente do Conselho da EKD, fez uma declaração em nome do Conselho da Igreja Evangélica na Alemanha sobre a responsabilidade compartilhada da igreja pelos julgamentos das bruxas e pela reabilitação das vítimas da caça às bruxas: "A caça às bruxas foi uma injustiça terrível pela qual as igrejas e muitos de seus representantes também eram culpados".

## Governança

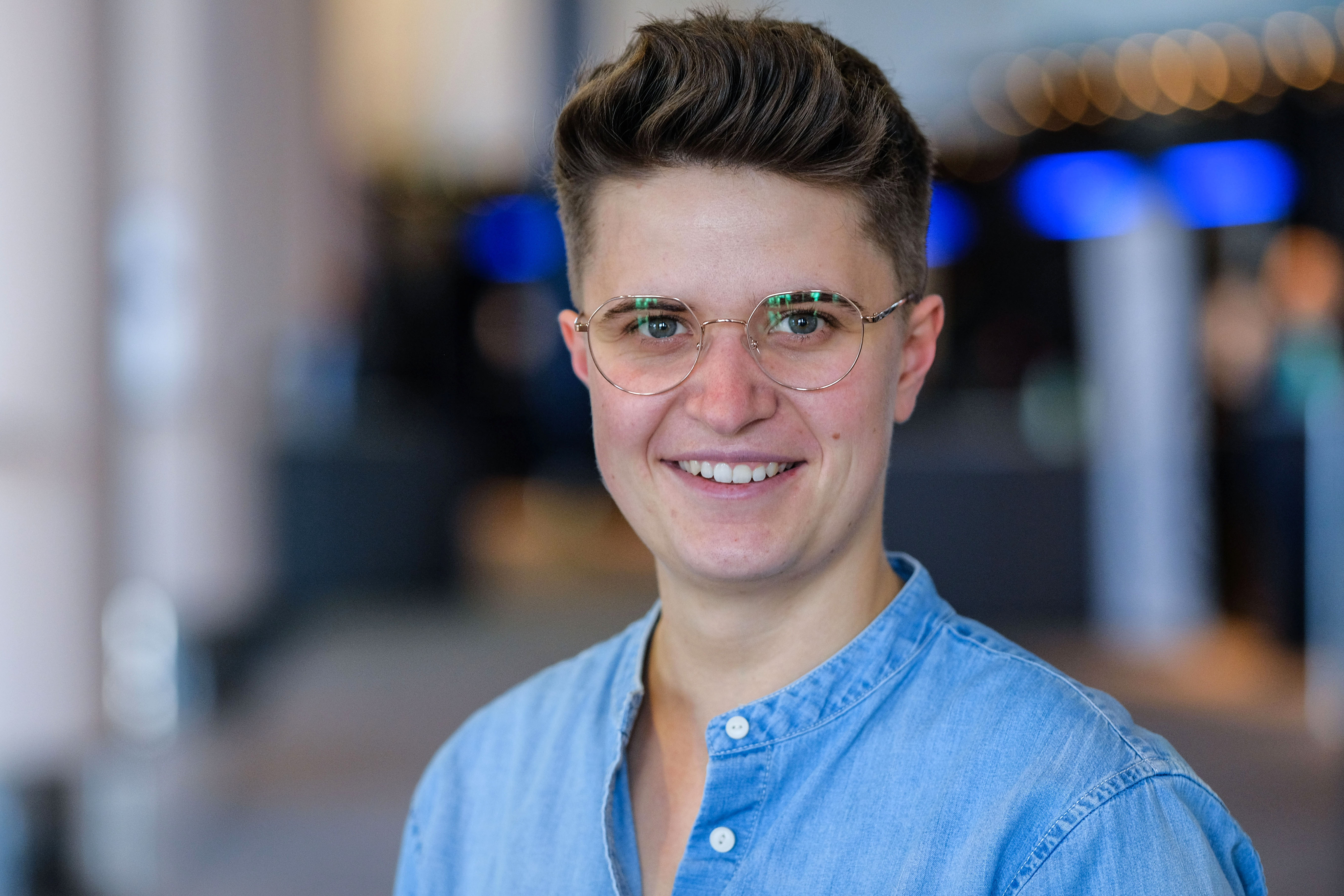
Anna-Nicole Heinrich, presidente do Sínodo da EKD

### Sínodo
O Sínodo é a legislatura da EKD. É composto por 100 membros eleitos pelos sínodos regionais e 28 nomeados pelo conselho. Dos membros eleitos e nomeados, não mais da metade podem ser teólogos e deve-se seguir uma proporção equilibrada de gênero. Cada igreja membro terá pelo menos dois assentos no Sínodo. Todos os membros tem mandato de seis anos. O Sínodo reúne-se uma vez por ano em sessão ordinária. Também será convocado se o Conselho ou 30 membros do Sínodo o solicitarem.
Desde 8 de maio de 2021, Anna-Nicole Heinrich, de apenas 25 anos, é presidente do Sínodo da Igreja Evangélica na Alemanha. Sucedendo a ex-deputada e ex-ministra Irmgard Schwaetzer, que presidiu o sínodo por oito anos, Heinrich é membra da Igreja Evangélica Luterana na Baviera, é a presidente mais jovem na história do Sínodo EKD.

### Conselho

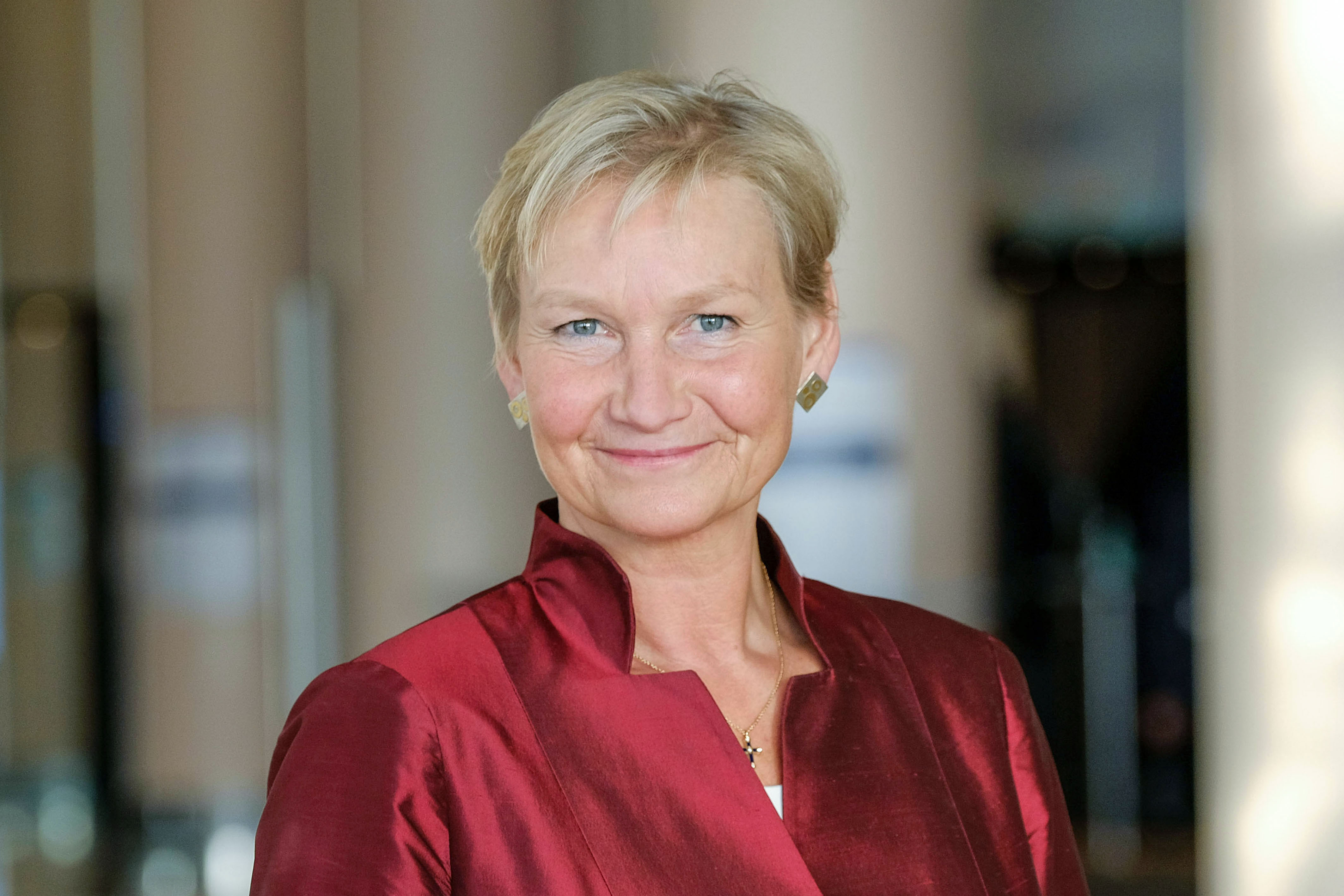
Bispa Kirsten Fehrs, presidente do Conselho da Igreja Evangélica na Alemanha

O Conselho da EKD é o órgão representativo e governante da EKD. É composto por 15 membros: 14 são eleitos conjuntamente pelo Sínodo e pela Conferência da Igreja, dentro os quais será eleito um presidente. O Presidente do Sínodo será outro membro do Conselho. Eles cumprem mandatos de seis anos. O Conselho da Igreja Evangélica na Alemanha reunir-se-á sempre que necessário.
Em 9 de novembro de 2021, após nove rodadas de votação, sete mulheres e sete homens foram eleitos para o Conselho da EKD, com mandato de 2021 a 2027, dos quais quatro eram membros do clero, dois políticos, dois professores universitários, três que trabalhavam na igreja de alguma forma, um empresário, uma cientista política e uma advogada. A teóloga e pastora unida Annette Kurschus foi eleita presidente do Conselho, sucedendo o bispo luterano Heinrich Bedford-Strohm, que presidiu o Conselho por sete anos.
Em 16 de novembro de 2024, a bispa luterana Kirsten Fehrs foi eleita a presidente do Conselho da EKD, após atuar como interina desde novembro de 2023, após a renúncia de Kurschus.

### Conferência
A Conferência da Igreja é onde as igrejas membros, por meio dos seus representantes, podem participar diretamente do trabalho da EKD. Participa na eleição do Conselho da EKD e na legislação. A Conferência da Igreja é formada pelas lideranças das igrejas membros; cada liderança envia dois representantes que não sejam membros do Conselho; reúne-se que sempre necessário ou convocada. A Conferência da Igreja será presidida pelo Presidente do Conselho, atualmente Kirsten Fehrs. 

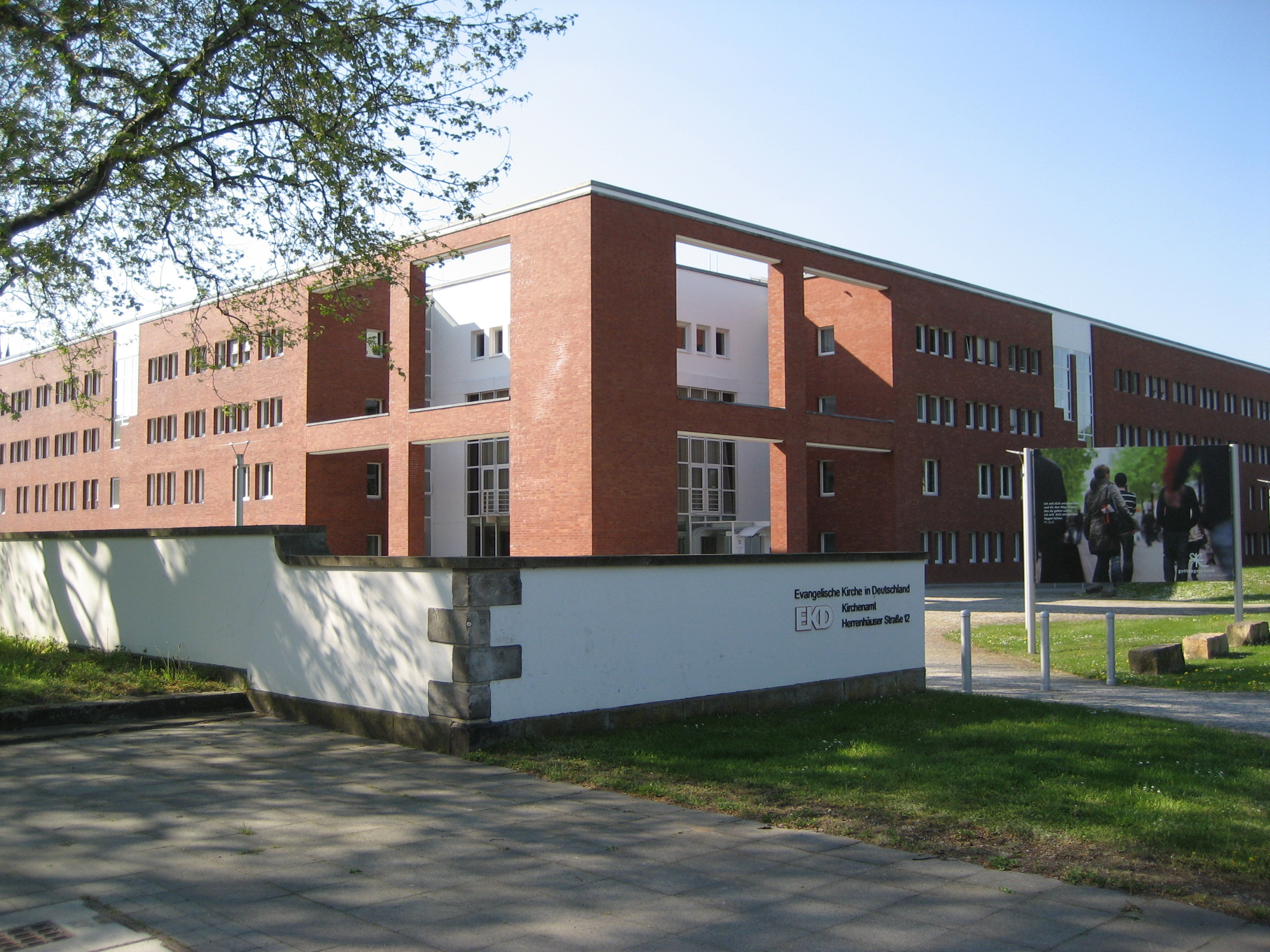
Escritório da EKD em Hanôver

### Escritório
O Escritório da Igreja EKD é a autoridade administrativa central da EKD, onde se sediam os três órgãos dirigentes da EKD e executa seus negócios. É dividido em quatro departamentos principais: gestão, jurídico e financeiro; campos de atuação e educação da Igreja; responsabilidade pública; ecumenismo e trabalho estrangeiro. É presidido pelo Dr. Hans Ulrich Anke.

### Outras posições importantes
Quanto às jurisdições eclesiásticas, a EKD possui câmaras especializadas dentro do seu Tribunal Eclesiástico e senados especializados para lidar com áreas especializadas. Foram estabelecidas as seguintes jurisdições: disciplinar; trabalhista e administrativa. Os tribunais eclesiásticos da Igreja Evangélica na Alemanha são: o Tribunal Constitucional da Igreja Evangélica na Alemanha (Verfassungsgerichtshof der Evangelischen Kirche in Deutschland); o Tribunal da Igreja Evangélica na Alemanha (Kirchengericht der Evangelischen Kirche in Deutschland), o tribunal de primeira instância; e o Tribunal da Igreja Evangélica na Alemanha (Kirchengerichtshof der Evangelischen Kirche in Deutschland), o tribunal eclesiástico de segunda instância.
A EKD mantém um representante junto a República Federal da Alemanha e na União Europeia, funcionando como um “diplomata da igreja”, para mediar entre o estado e a igreja e prestar aconselhamento pastoral para pessoas na política e na administração. Desde 21 de outubro de 2022, a pastora Anne Gidion é Plenipotenciária na Alemanha e na União Europeia.
A EKD mantém um bispo militar protestante para liderar o cuidado pastoral nas unidades das Bundeswehr e durante as missões. Ele é totalmente religioso e age de forma independente dos comandantes militares, tal como todos os capelães protestantes militares. Desde outubro de 2020, o teólogo Bernhard Felmberg ocupa o cargo de Bispo Militar da EKD.

## Casos de abusos sexuais
O abuso sexual também foi documentado na Igreja Protestante na Alemanha. No início de 2021, aproximadamente 900 pessoas afetadas relataram suas preocupações. O processo de reconciliação com o passado é lento, com a Igreja Protestante citando, entre outras coisas, suas estruturas federais como causa. A falta de independência das comissões da igreja que investigam abusos é criticada. Em janeiro de 2024, uma equipe de investigação independente encomendada pela EKD publicou um estudo sobre violência sexual na EKD; segundo a equipe, pelo menos 2.225 vítimas e pelo menos 1.259 supostos perpetradores foram documentados. A idade média das vítimas é de 11 anos. De acordo com uma investigação realizada pela revista ARD Monitor, os investigadores envolvidos no projeto de estudo queixaram-se de terem de renunciar a dados de ficheiros pessoais para recolher os números globais; o estudo documenta apenas uma fração dos casos de abuso.

O EKD afirma que as vítimas de violência sexual estão envolvidas em todas as decisões, no chamado Fórum de Participação sobre Violência Sexualizada (BeFo). O Fórum de Participação é um órgão da EKD, composto por 17 pessoas, nove representantes da igreja e da Diaconia e oito vítimas de violência sexual. No entanto, os afetados não foram eleitos por todas as pessoas afetadas conhecidas, mas foram escolhidos pelo EKD. Além disso, muitos dos afetados trabalham para a igreja ou para a própria Diaconia e, portanto, são considerados tendenciosos. Os afetados, portanto, criticam o fato de a igreja ter escolhido aqueles que são "próximos à igreja" para envolvê-los nos procedimentos. Muitas pessoas afetadas, no entanto, gostariam de ver uma participação democraticamente legítima por parte dos afetados, na qual os afetados possam eleger seus representantes. A Comissária Independente para o Abuso Sexual de Crianças (UBSKM), Kerstin Claus, também critica o fato de a Igreja envolver apenas um número muito reduzido de vítimas.  O estudo do ForuM critica o fórum de participação como um modelo inadequado de “tamanho único”.